# Lacinipolia falsa
Lacinipolia falsa là một loài bướm đêm trong họ Noctuidae.